# Air Batu (Tabir Ilir)
Air Batu is een bestuurslaag in het regentschap Merangin van de provincie Jambi, Indonesië. Air Batu telt 2044 inwoners (volkstelling 2010).